# Lionginas Virbalas
Lionginas Virbalas, né le 6 juillet 1961 à Biržai (Lituanie) est un prêtre jésuite lituanien,  Professeur de théologie et recteur du séminaire diocésain, puis du Russicum à Rome, il est archevêque de Kaunas de 2015 à mars 2019.

## Biographie
Né le 6 juillet 1961 à Biržai (Lituanie), alors sous régime soviétique, le jeune Lionginas fait sa scolarité primaire et secondaire à l’école locale. Il étudie ensuite à l’Institut de génie civil de Vilnius (1979-1981). Ses études sont interrompues par l’obligation du service militaire obligatoire dans l’armée soviétique (1981-1983). Souhaitant devenir prêtre, il entre, en 1983, au séminaire interdiocésain de Kaunas, bientôt fermé par les autorités soviétiques. Il continue clandestinement ses études de théologie et entre chez les Jésuites en 1989. Son noviciat se fait clandestinement également. Comme ses études de philosophie et théologie sont terminées, il est ordonné prêtre deux ans plus tard, le 30 mai 1991. 
En 1992, le père Virbalas poursuit des études théologiques à Rome et obtient un diplôme de licence de l’Université pontificale grégorienne en 1994. Il enseigne ensuite au séminaire Saint-Joseph de Vilnius récemment rouvert (en 1993). De 1995 à 1997 il est recteur (curé) de l’église Saint-François-Xavier, à Kaunas. Puis recteur de l’église Saint-Casimir, à Vilnius (1998-2005, 2008-2010). Il fait sa profession religieuse solennelle, comme jésuite, le 27 septembre 2003. En 2010 il est appelé à Rome pour y être le recteur du Russicum, résidence-séminaire pour étudiants russes des universités pontificales romaines.  
Le 6 juin 2013, le pape François nomme le père Virbalas évêque du diocèse de Panevėžys et, le 30 août 2013, il reçoit la consécration épiscopale des mains du cardinal Audrys Bačkis avec comme co-consécrateurs Sigitas Tamkevičius et Jonas Kauneckas (de). Deux ans plus tard (11 juin 2015), il est muté au siège archiépiscopal de Kaunas, diocèse historiquement le plus important de Lituanie. Le 28 octobre 2014, il est élu vice-président de la Conférence épiscopale lituanienne.
Pour des raisons de santé, Lionginas Virbalas donne sa démission qui est acceptée par le pape François le 1er mars 2019. Il dit souhaiter revenir à l’exercice de sa mission sacerdotale.

## Succession apostolique
Lionginas Virbalas a ordonné les évêques suivants :
- Évêque Algirdas Jurevičius (de) (2018)